# The Lost Tapes
The Lost Tapes é uma coletânea de músicas inéditas do rapper Nas lançada em 2002.

## Recepção
No começo as músicas da coletânea iriam aparecer no álbum I Am... que no começo iria se chamar I Am... Autobiography e o álbum também iria ter 100 músicas.Mas como a maioria das faixas vazaram na Internet,Nas decidiu botar algumas músicas na The Lost Tapes.O álbum foi um sucesso estreando número 10 na Billboard 200 e 3 na Billboard Top R&B/Hip-Hop Albums e vendeu 310.000 cópias.Recebeu críticas favoráveis também.

## Outras Referências
http://www.sing365.com/music/lyric.nsf/Nas-The-Lost-Tapes-Album/CD722E89B826EDF848256C450005378D
http://www.lastfm.com.br/music/Nas/The+Lost+Tapes
http://www.discogs.com/Nas-The-Lost-Tapes/release/238595